# Булин дол
Булин дол е защитена местност в България. Намира се в землището на Плевен.
Защитената местност е с площ 0,9 ha. Обявена е на 4 април 1980 г. с цел опазване на уязвими съобщества – вековна церова гора.
В защитената местност се забраняват:
- всякакви дейности, като нараняване на стъблата, кастрене, чупене на клоните и други, които биха довели до повреждане на дърветата;
- влизането, преминаването и паркирането на моторни превозни средства;
- късането или изкореняването на растенията;
- пашата на домашни животни;
- безпокоенето на дивите животни и вземането на техните малки или яйцата им, както и разрушаването на гнездата и леговищата им;
- разкриването на кариери, провеждането на минно-геоложки и други дейности, с които се повреждат или изменят както естествения облик на местността, така и на водния и режим;
- извеждането на сечи, освен ландшафтни, след съгласуване със съответната районна инспекция за опазване на природната среда;
- всякакво строителство, освен в случаите, когато такова е предвидено в устройствения проект на защитената местност.[1]